# Ölbő
Ölbő é um município da Hungria, situado no condado de Vas. Tem 23,53 km² de área e sua população em 2015 foi estimada em 737 habitantes.